# Thanatomimus enghoffi
Thanatomimus enghoffi är en mångfotingart som beskrevs av Hoffman och Reid 1990. Thanatomimus enghoffi ingår i släktet Thanatomimus och familjen Chelodesmidae. Inga underarter finns listade i Catalogue of Life.